# カンザス・シティ・サザン・ド・メキシコ

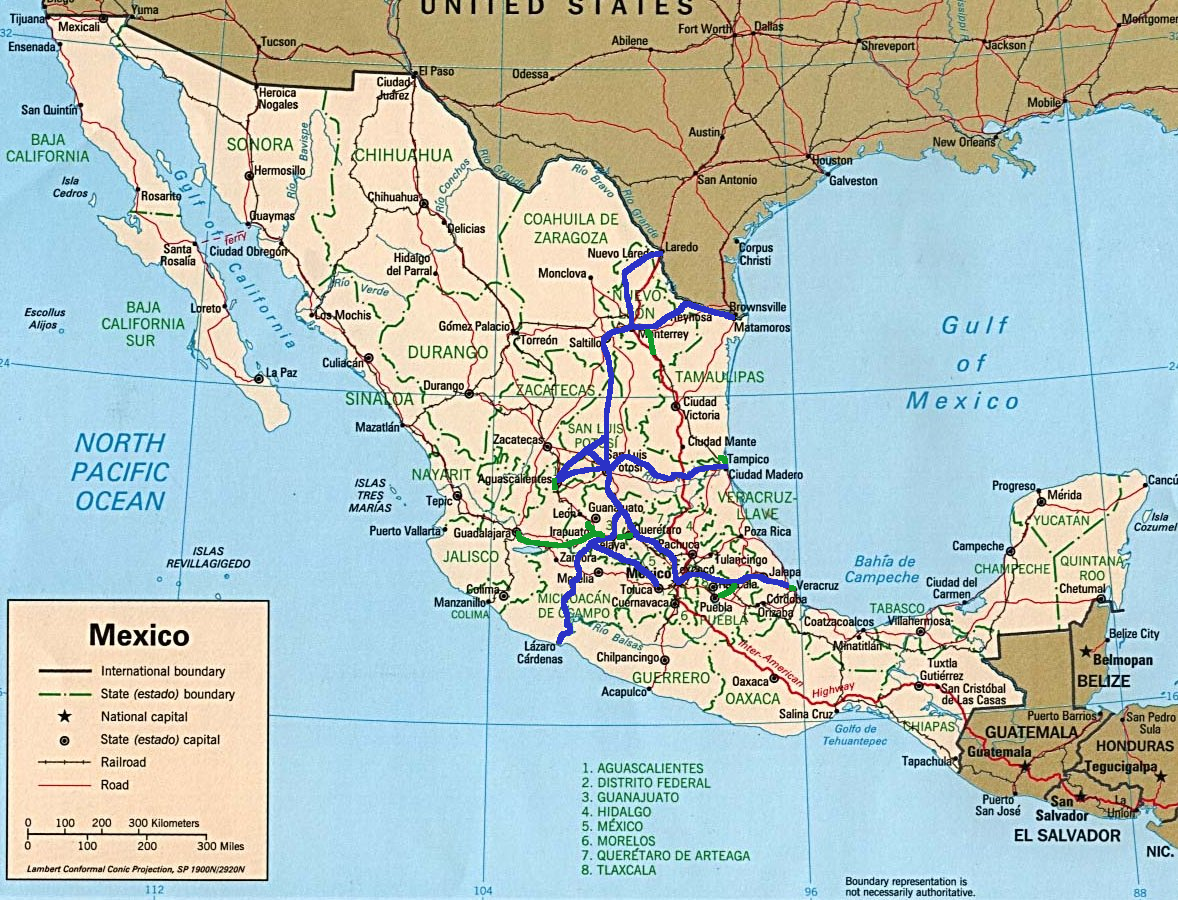
青い線で示した部分がカンザス・シティ・サザン・デ・メキシコの自社路線、緑の線は通行権を持つ路線である。

「カンザス・シティ・サザン・ネットワーク」と称される鉄道路線。カンザス・シティ・サザン・デ・メキシコは、このうちメキシコ国内の運営を担当する。

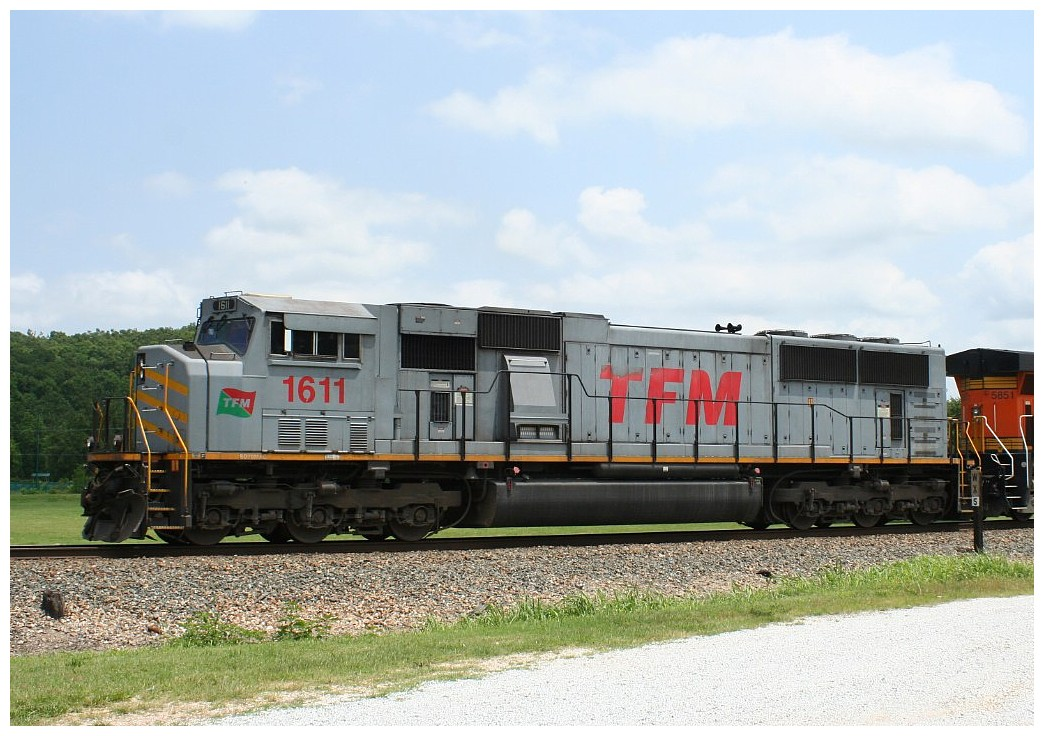
カンザス・シティ・サザン・デ・メキシコのEMD SD70MAC形ディーゼル機関車。カンザス・シティ・サザン鉄道の塗装パターンに準じているが、TFMのロゴが車体側面に大きく描かれている

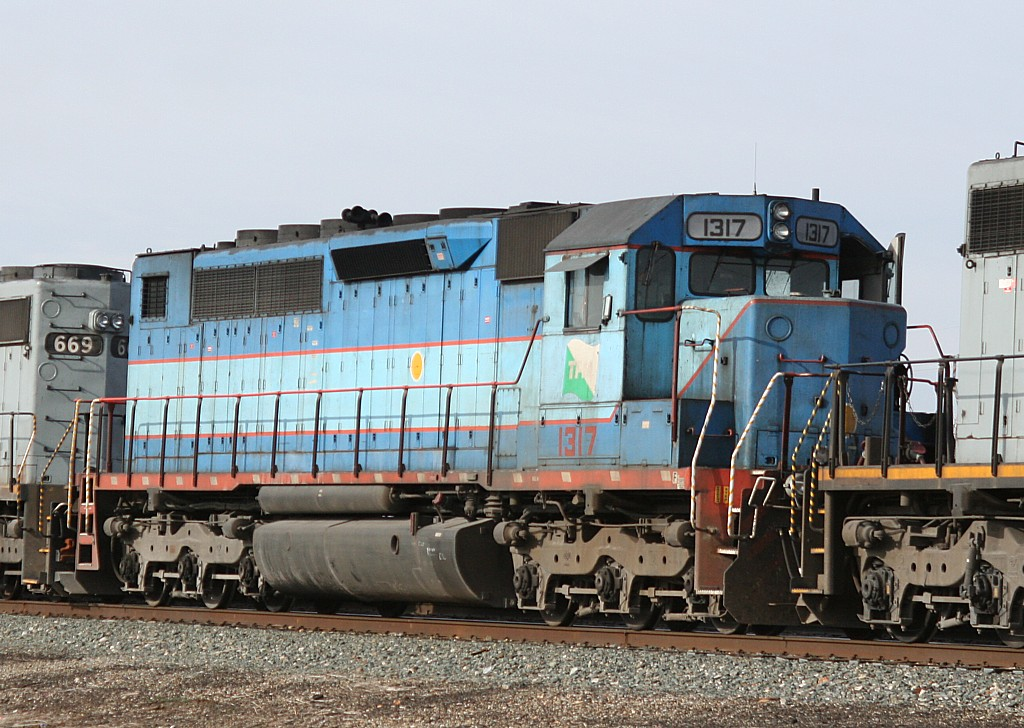
カンザス・シティ・サザン・デ・メキシコのEMD SDP40形ディーゼル機関車。以前はこのような青ベースの塗装パターンであった。

カンザス・シティ・サザン・デ・メキシコ(Kansas City Southern de México 、KCSM)は、メキシコ合衆国の貨物輸送専業の民営鉄道運営組織である。アメリカ合衆国のカンザス・シティ・サザン鉄道(KCR)の子会社である。インフラはメキシコ政府が保有するが、保守管理はKCSMが担当する。
以前はメキシコ鉄道輸送(Transportación Ferroviaria Mexicana、TFM/Mexican Rail Transportation)という名称であり、リポーティングマークはそのままTFMを継承している。メキシコの北東部に路線網を保有し、国営時代の名残で北東鉄道(Ferrocarril del Noreste/Northeasthern railtrack)という名称で呼ばれることもある。
路線はアメリカとの国境に近いモンテレイ、ヌエボ・ラレード、マタモロス、レイノサなどの都市に延び、北米自由貿易協定(NAFTA)における重要な輸送インフラとなっている。

## 歴史
KCSMの前身であるTFMは、メキシコの国営海運会社であるTMM(Transportación Marítima Mexicana/Mexican Sea Transportation)によって1990年代半ばに設立された。1995年1月、エルネスト・セディージョ大統領は、NAFTA加盟以後、急速に進んだ経済危機への対策のひとつとしてメキシコ国鉄(Ferrocarriles Nacionales de México、NdeMまたはFNM)の民営化が行われた。
2005年4月、TFMの株式の49％を所有していたカンザス・シティ・サザン鉄道(KCS)がその大部分を取得した。KCSは、北東鉄道の不透明な民間への売却の結果から生じた100億ペソという税の委譲をめぐって訴訟に巻き込まれている。
同年12月、KCSの持株会社であるカンザス・シティ・サザンはTFMの名称をカンザス・シティ・サザン・デ・メキシコと改称した。